# Tityra semifasciata
El titira enmascarado o puerquito (Tityra semifasciata) es un ave tropical de la familia Cotingidae (en ocasiones incluida dentro de la familia Tityridae) que habita desde México hasta Bolivia y oeste de Brasil.
Es una ave mediana, robusta, entre 19 y 20 cm. Los machos son de color gris claro, con un antifaz negro alrededor de ojos y en la frente. Los ojos, a su vez, están delimitados por un anillo rojo (sin plumas). El pico es rojo con negro en la punta. Hay plumas negras en las alas y en la cola; las patas también son negras.
Las hembras conservan el patrón del macho en cuanto a anillo ocular, pico y patas; pero la cara, la corona y la frente son color marrón, lo mismo que la nuca, la espalda y los costados.
Vive en zonas tropicales y subtropicales, desde el norte de México a lo largo de América Central hasta el noroeste de Sudamérica. También se ha reportado en la isla Trinidad.
Se le llama puerquito por su canto, similar a los gruñidos de un cerdo (Sus scrofa). Se alimenta principalmente de insectos.